# Petra Dallmann
Petra Dallmann (n. 21 noiembrie 1978, Freiburg im Breisgau, Germania) este o înotătoare germană, medaliată olimpică. A participat la 2 ediții ale Jocurilor Olimpice (2004, 2008) în care a câștigat o medalie de bronz.